# Kruszew (powiat grójecki)
Kruszew – wieś sołecka w Polsce położona w województwie mazowieckim, w powiecie grójeckim, w gminie Pniewy.
W międzywojniu siedziba gminy Konie. W latach 1975–1998 miejscowość należała administracyjnie do województwa radomskiego.
W miejscowości znajduje się Szkoła Podstawowa im. Papieża Jana Pawła II i Ochotnicza Straż Pożarna. 
Przez Kruszew przepływa rzeka Kruszewka, która stanowi dopływ Jeziorki. 